# Parallelia flexilinea
Parallelia flexilinea är en fjärilsart som beskrevs av W. Warren 1915. Parallelia flexilinea ingår i släktet Parallelia och familjen nattflyn. Inga underarter finns listade i Catalogue of Life.